# Talsperre Monte Novo
Die Talsperre Monte Novo (portugiesisch Barragem de Monte Novo) liegt in der Region Alentejo Portugals im Distrikt Évora. Sie staut den Degebe, einen rechten (westlichen) Nebenfluss des Guadiana zu einem Stausee (port. Albufeira da Barragem de Monte Novo) auf. Die Stadt Évora befindet sich ungefähr zehn Kilometer nordwestlich der Talsperre.
Mit dem Projekt zur Errichtung der Talsperre wurde im Jahre 1976 begonnen. Der Bau wurde 1982 fertiggestellt. Die Talsperre dient neben der Trinkwasserversorgung auch der Bewässerung.

## Absperrbauwerk
Das Absperrbauwerk ist eine Gewichtsstaumauer mit einer Höhe von 30 m über der Gründungssohle (28 m über dem Flussbett). Die Mauerkrone liegt auf einer Höhe von 199 m über dem Meeresspiegel. Die Länge der Mauerkrone beträgt 160 m. Das Volumen der Staumauer umfasst 32.270 m³.
Die Staumauer verfügt sowohl über einen Grundablass als auch über eine Hochwasserentlastung. Über den Grundablass können maximal 11,7 m³/s abgeleitet werden, über die Hochwasserentlastung maximal 609 m³/s. Das Bemessungshochwasser liegt bei 980 m³/s; die Wahrscheinlichkeit für das Auftreten dieses Ereignisses wurde mit einmal in 500 Jahren bestimmt.

## Stausee
Beim normalen Stauziel von 196 m (maximal 196,8 m bei Hochwasser) erstreckt sich der Stausee über eine Fläche von rund 2,77 km² und fasst 15,28 Mio. m³ Wasser – davon können 14,78 Mio. m³ genutzt werden.